# Józef Bilczewski
Józef Bilczewski, poljski teolog, nadškof in svetnik, * 1860, † 1923.